# Mariánský sloup (Hradec Králové)
Mariánský sloup (též morový sloup) je barokní pískovcový sloup umístěný ve střední části Velkého náměstí v Hradci Králové. Byl vybudován v letech 1714–17 (1715–17, 1716–17) jako poděkování za to, že se Hradci Králové vyhnula morová epidemie, která v roce 1713 postihla Čechy.

## Historie

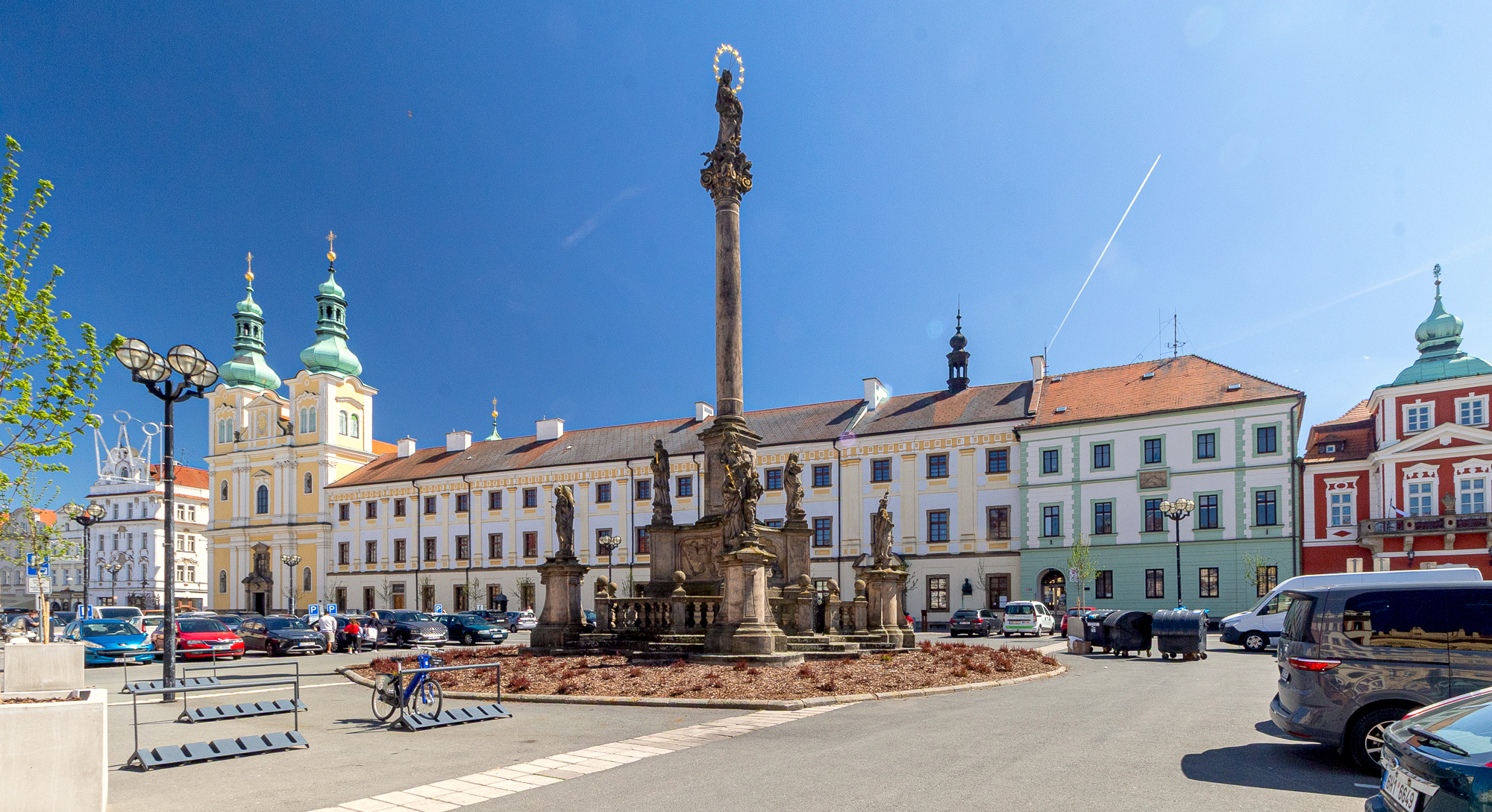
Mariánský sloup a Nové Adalbertinum

Když v roce 1713 zuřila v Čechách morová epidemie, vypravilo se 6. listopadu z Hradce Králové procesí do Chrudimi k obrazu svatého Salvátora, kde členové magistrátu slíbili, že pokud bude město moru ušetřeno, nechají vystavět mariánskou sochu. Mor se městu skutečně vyhnul, z prostoru uprostřed Velkého náměstí byl tedy odstraněn pranýř a na jeho místě byl vztyčen podstavec, pak samotný sloup a na závěry byly osazovány sochy. Závěrečné práce zahrnovaly doplnění kovových prvků a zlacení. Sloup byl dokončen v roce 1717, ale k jeho vysvěcení hradeckým biskupem Janem Adamem Vratislavem z Mitrovic došlo až 24. srpna 1718. Na stavbu sloupu přispěla darem ve výši tříletého šosovného, které jí Hradec Králové jako věnné město odváděl, také královna Eleonora Magdalena Falcko-Neuburská.
Autorství sloupu není zcela zřejmé: jako tvůrci jsou uváděni buď Giovani Battista Bulla, nebo Jan Pavel Cechpauer.
V roce 1791 chtěli sloup strhnout braniborští vojáci, aby na náměstí získali více místa pro své ležení, na prosby měšťanů ale od svého úmyslu upustili.
Sloup byl v průběhu doby mnohokrát opravován:
- V roce 1812 provedl místní malíř Jan Fink opravu povrchové úpravy (tzv. štafírování).
- V roce 1857 uspořádal knihtiskař a knihkupec Jan Hostivít Pospíšil sbírku na opravu sochy, k realizaci ale nedošlo.
- Další oprava se uskutečnila až v roce 1877 a byla provedena Josefem Papáčkem z Chrudimi. Jednalo se o kamenické práce, štafírování a také opravu kovaného plůtku, na které se podílel zámečnický mistr Houžvička.
- V roce 1915 provedl opravdu sloupu sochař Josef Václav Škoda, který celé sousoší očistil a naimpregnoval fluátem.
- Hlavním úkolem Bohdana Václava Škody, který sloup opravoval v letech 1935–36, byla oprava poškození z období vzniku republiky, kdy došlo k otlučení symbolů monarchie (např. reliéfu rakouské orlice). Škoda také vyrobil nové sokly pro světce na hlavním podstavci a nahradil kopií jednoho z andílků, kteří doprovázejí Pannu Marii na vrcholu sloupu.
- V roce 1946 byla pouze opravena vyvrácená kovová dvířka.
- V roce 1965 proběhla prostřednictvím týmu sochařů Českého fondu výtvarných umění oprava soch, kamenická škola v Hořicích pak restaurovala balustrádu.
- Další kompletní oprava celého sousoší proběhla v roce 1970.
- V následujících letech (1987, 1990, 1991, 1999) probíhaly pouze drobné opravy.
- Příští komplexní rekonstrukce mariánského sloupu proběhla až v roce 2004 a předcházel jí restaurátorský průzkum v roce 2002. Restaurátorské práce prováděl akademický sochař Jan Vích z Libčic nad Vltavou spolupracoval s ním místní sochař Pavel Doskočil.

## Popis

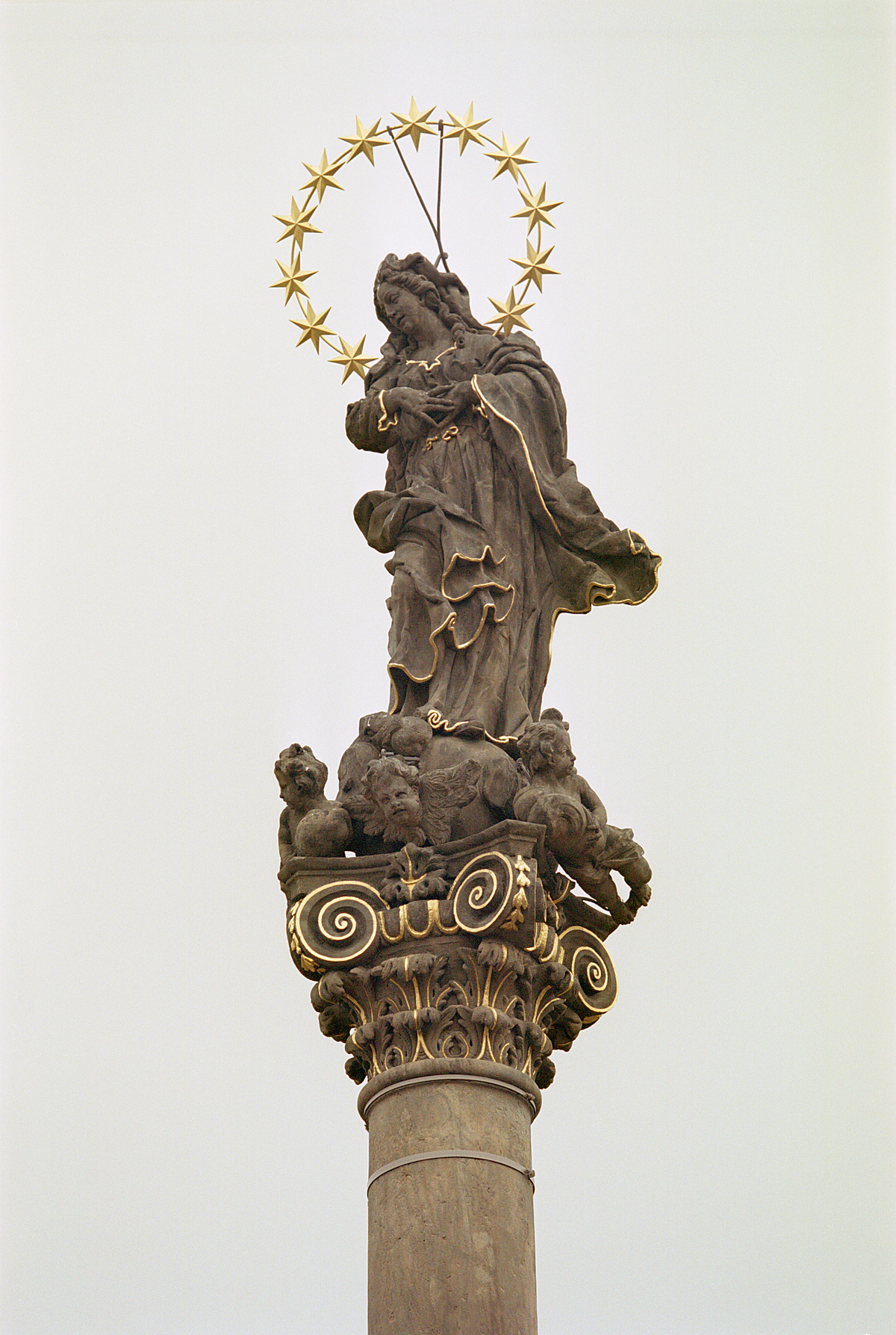
Detail sochy Panny Marie s andílky

Objekt je 19 metrů vysoký a je tvořen sloupem se sochou Panny Marie, stojícím na čtyřbokém podstavci se čtyřmi sochami, doplněným dalšími čtyřmi sochami na samostatných soklech a ohrazením ve formě balustrády. Materiálem je středně hrubý světle šedý pískovec, který byl původně dovážen z lomu na Boháňce nedaleko Hořic. Od roku 1965 byl ale materiál na opravy a rekonstrukce brán z lomu v Podhorním Újezdu.
Socha Panny Marie stojí na sloupu na zeměkouli a u jejích nohou jsou umístěny postavičky andílků. Kolem hlavy má socha svatozář z šesticípých zlacených hvězd. Kolem čtyřbokého podstavce jsou rozmístěny sochy svatého Karla Boromejského, svatého Jana Nepomuckého, svatého Jáchyma a svaté Ludmily (některé zdroje namísto svaté Ludmily uvádějí sochu svaté Anny). Na podstavci samotném jsou latinské chronogramy a pod nimi reliéfy se znakem města (jedná se o vůbec první vyobrazení nového královéhradeckého městského znaku: lev držící písmeno G), se svatou Rozálií Sicilskou – patronkou proti moru, dále reliéf se znakem císařství a reliéf svatého Františka Xaverského. Na samostatných soklech v balustrádě jsou umístěny sochy svatého Václava, svatého Josefa, svatého Šebestiána a svatého Vavřince. Na přední straně balustrády jsou kovaná dvířka.